# Eretmodus
Genre
Eretmodus est un genre de poissons de la famille des Cichlidae.

## Liste des espèces
Selon FishBase (24 janvier 2017)
- Eretmodus cyanostictus Boulenger, 1898
- Eretmodus marksmithi Burgess, 2012